# Omaloplia cerrutii
Omaloplia cerrutii är en skalbaggsart som beskrevs av Guido Sabatinelli 1977. Omaloplia cerrutii ingår i släktet Omaloplia och familjen Melolonthidae. Inga underarter finns listade i Catalogue of Life.